# Goran Jelisić

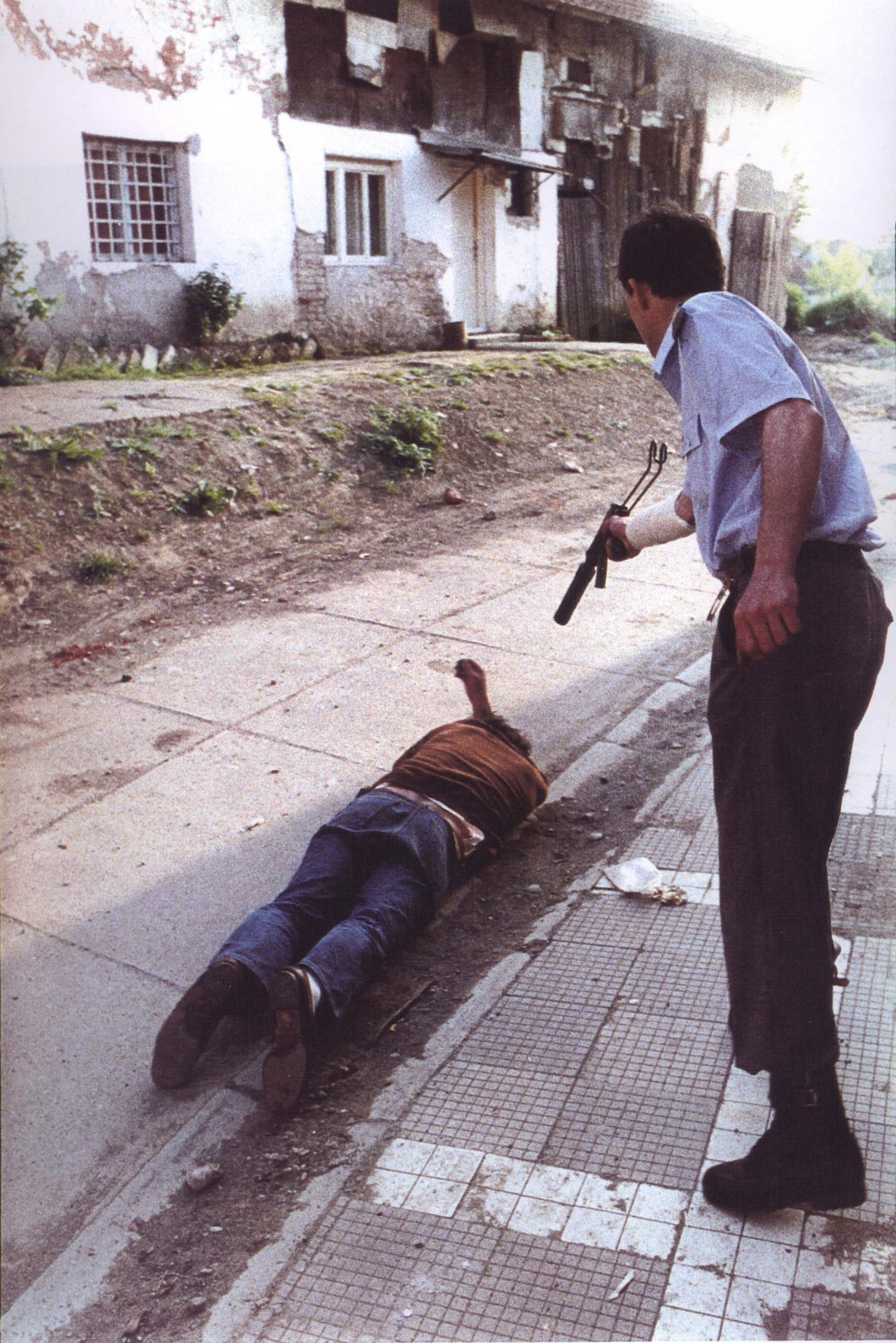
Goran Jelisić (in Polizeiuniform) ermordet einen wehrlosen muslimischen Mann auf offener Straße in Brčko mit einem Kopfschuss aus einer Maschinenpistole (6. oder 7. Mai 1992).

Goran Jelisić (serbisch-kyrillisch Горан Јелисић; * 7. Juni 1968 in Bijeljina, SR Bosnien und Herzegowina, SFR Jugoslawien) ist der ehemalige bosnisch-serbische Kommandant des Lagers Luka in Brčko und ein verurteilter Kriegsverbrecher. Jelisić bezeichnete sich selbst als „serbischer Adolf“ und trat für die Schaffung „eines sauberen Territoriums für das serbische Volk“ und die Beseitigung der Muslime (Bosniaken) in Bosnien und Herzegowina ein.

## Leben

### Werdegang
Goran Jelisić ist das zweite Kind des Buchhalters Aleksandar Jelisić und dessen Frau Ivanka († 4. Juni 2004). Er wuchs in seiner Geburtsstadt Bijeljina auf und lebte dort. Er war Traktorfahrer und wechselte oft die Arbeitsstellen. Nach seiner Zeit bei der jugoslawischen Volksarmee wurde er 1990 wegen Betrug und Fälschung inhaftiert und 1991 zu viereinhalb Jahren Gefängnis verurteilt. Während seines Berufungsverfahrens kam Jelisić bis zu einer endgültigen Entscheidung frei und wurde aufgrund des Ausbruchs des Bosnienkriegs im Frühjahr 1992 nicht mehr inhaftiert.

### Bosnienkrieg
Während des Bosnienkriegs lag Brčko in einer strategisch wichtigen Position der die bosnisch-serbischen Gebiete in Westbosnien um Banja Luka mit der östlichen Herzegowina um Pale, der neuen Hauptstadt der Republika Srpska, verband. Zu Kriegsbeginn im Mai 1992 griffen die Serben die örtlichen Muslime und Kroaten an. Etwa 2000 Menschen wurden ermordet, über 90 Prozent der nichtserbischen Bevölkerung vertrieben und viele in Lagern interniert.
Das Lager Luka im Hafen von Brčko stand vom 7. bis 28. Mai 1992 unter dem Kommando von Jelisić, der Angehöriger der unter serbischer Kontrolle befindlichen Polizei war. Jelisić erschuf eine Atmosphäre des Terrors, indem er Häftlinge tötete, misshandelte und bedrohte sowie sie einem extremen psychologischen Trauma, Entwürdigung und Angst vor körperlichen Verletzungen und Tod aussetzte. Er raubte neu angekommenen Häftlingen das Geld, die Uhren, den Schmuck usw. und ermordete die Häftlinge, die ihre Wertsachen nicht freiwillig abgaben. Jelisić zwang die Inhaftierten beispielsweise dazu, patriotische serbische Lieder zu singen und wenn sie fehlerhaft sangen, wurden sie geschlagen und hingerichtet. So erschoss Jelisić einen Muslim, nachdem er ihn zusammengeschlagen hatte, mit der Begründung, dass er sich an einem „Balija“ nicht weiter die Hände schmutzig machen wolle. Häftlinge mussten ihre Köpfe auf ein Abflussgitter legen, bevor Jelisić sie per Kopfschuss ermordete.
Er soll für die „Ausrottung“ von über 100 muslimischen Männern und die Vergewaltigung von muslimischen Frauen verantwortlich sein, die er als „schmutzig“ betrachtete. Seine Mordlust war so extrem, dass er von den bosnisch-serbischen Behörden als Lagerkommandant abgelöst wurde.
Jelisić wurde 1998 von der SFOR in Bijeljina verhaftet, am 19. Oktober 1999 vom Internationalen Strafgerichtshof für das ehemalige Jugoslawien (ICTY) in 31 Fällen von Kriegsverbrechen und Verbrechen gegen die Menschlichkeit für schuldig befunden und am 14. Dezember 1999 zu 40 Jahren Gefängnis verurteilt. Die Gerichtskammer wies auf die abstoßende, bestialische und sadistische Natur von Jelisićs Verhalten hin und erklärte, dass seine kaltblütigen Morde und Misshandlungen von Menschen eine tiefe Verachtung für die Menschheit und das Recht auf Leben bezeugen. Jelisić sitzt die Haft seit 2003 in Italien ab. Sein Mittäter Ranko Češić wurde zu 18 Jahren Haft verurteilt.

### Familie
Jelisić heiratete im September 1995. Seine Frau Ana gebar im Oktober 1995 den Sohn Aleksandar.

### Schriften
- Menschen und Unmenschen : Die Odyssee eines jungen serbischen Offiziers während des Jugoslawienkrieges. 1. Auflage. Zambon Verlag, 2016, ISBN 978-3-88975-239-0.